# Verbunddecke

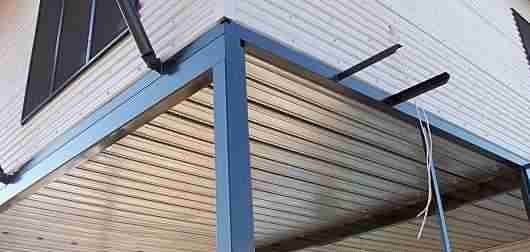
Unterseite einer Verbundddecke, man sieht hier das Stahltrapezblech

Eine Verbunddecke ist im Bauwesen eine Decke, die aus einem Trapezprofilblech besteht, über das ein Aufbeton gegossen wird. Das Trapezblech nimmt die Zugkräfte auf und dient als tragende Schalung. Weiterhin kann die Decke vorteilhaft von Hand und ohne Kran verlegt werden.
Statisch muss bei der Verbunddecke der Widerstand des Biegemoments nachgewiesen werden, mit Begrenzungen im Beton für die Druckzone und in der Fließgrenze des Profilblechs. Die Schubtragfähigkeit wird vor allem durch den Betonquerschnitt übernommen. Ein Querkraftnachweis wie in den Betonnormen ist daher ausreichend.
Für den Längsschub, der aus dem Kräftepaar des Biegemoments entsteht, muss der Widerstand experimentell ermittelt werden; er wird in der allgemeinen bauaufsichtlichen Zulassung aufgenommen. Es bieten sich zwei Verfahren an, um den Widerstand zu ermitteln. Bei der häufig angewendeten semiempirischen m+k-Methode werden zwei Parameter m und k bestimmt, die den Querkraftwiderstand unter Berücksichtigung des Längsschubwiderstands wiedergeben. Die Teilverbundtheorie wird bei Decken mit duktilem Verbundverhalten, z. B. mit Dübeln, angewandt. In Versuchen wird der Biegemomentwiderstand und damit die Verbundfestigkeit ermittelt. So wird ein Verdübelungsgrad bestimmt.